# Борлаг

Один з бараків Борського табору

Бо́рлаг (Бо́рский исправи́тельно-трудо́вой ла́герь, укр. Борський виправно-трудовий табір) — підрозділ, що діяв у складі Головного управління виправно-трудових таборів Народного комісаріату внутрішніх справ СРСР.

## Історія
Борлаг був створений 24 січня 1949 року. Управління Борлагу спочатку знаходилося у місті Чита, а згодом у селищі Сінєльга (Читинська область). В оперативному командуванні Борлаг підкорявся безпосередньо Головному управлінню виправно-трудових таборів
Максимальна одночасна кількість в'язнів досягала 2150 осіб (станом на березень 1951 року).
3 жовтня 1951 року Борлаг завершив своє існування.

## Виробництво
В'язні Борлагу були зайняті на видобутку радіоактивних копалин при Єрмаковському управлінні з видобутку уранових руд. 